# Campionati del mondo di atletica leggera indoor 2010 - Staffetta 4×400 metri maschile
La competizione si è svolta su due giorni: il primo turno il 13 marzo 2010, mentre la finale il 14 marzo 2010.

## Podio
| #       | Atleti                                                            | Nazionalità | Tempo   |
| ------- | ----------------------------------------------------------------- | ----------- | ------- |
| Oro     | Jamaal Torrance Greg Nixon Tavaris Tate Bershawn Jackson          | Stati Uniti | 3'03"40 |
| Argento | Cedric van Branteghem Kévin Borlée Antoine Gillet Jonathan Borlée | Belgio      | 3'06"94 |
| Bronzo  | Conrad Williams Nigel Levine Chris Clarke Richard Buck            | Regno Unito | 3'07"52 |

## Record
Prima di questa competizione, il record del mondo (RM) e il record dei campionati (RC) erano i seguenti:
| Record                | Prestazione | Atleta      | Data                            | Competizione              |
| --------------------- | ----------- | ----------- | ------------------------------- | ------------------------- |
| Record mondiale       | 3'02"83     | Stati Uniti | 7 marzo 1999 Maebashi, Giappone | Campionati del mondo 1999 |
| Record dei campionati | 3'02"83     | Stati Uniti | 7 marzo 1999 Maebashi, Giappone | Campionati del mondo 1999 |

## Risultati

### Batterie
| Pos. | Batteria | Nome            | Nazione                                                                | Tempo   | Note                                     |
| ---- | -------- | --------------- | ---------------------------------------------------------------------- | ------- | ---------------------------------------- |
| 1    | 1        | Stati Uniti     | Greg Nixon, LeJerald Betters, Tavaris Tate, Kerron Clement             | 3'05"78 | Q,                                       |
| 2    | 1        | Giamaica        | Edino Steele, Sanjay Ayre, Lancford Davis, Ricardo Chambers            | 3'06"03 | Q,                                       |
| 3    | 1        | Rep. Dominicana | Arismendy Peguero, Alvin Harrison, Félix Sánchez, Yoel Tapia           | 3'06"30 | q,                                       |
| 1    | 2        | Belgio          | Jonathan Borlée, Antoine Gillet, Nils Duerinck, Kévin Borlée           | 3'08"84 | Q,                                       |
| 4    | 1        | Regno Unito     | Conrad Williams, Nigel Levine, Luke Lennon-Ford, Chris Clarke          | 3'09"59 | q,                                       |
| 2    | 2        | Bahamas         | Michael Mathieu, La'Sean Pickstock, Juan Lewis, Andretti Bain          | 3'09"68 | Q,                                       |
| 5    | 1        | Rep. Ceca       | Jiří Vojtík, Josef Prorok, Pavel Jirán, Theodor Jareš                  | 3'09"76 | Miglior prestazione personale stagionale |
| 3    | 2        | Russia          | Maksim Dyldin, Valentin Kruglyakov, Vladimir Antmanis, Dmitry Buryak   | 3'09"86 | Miglior prestazione personale stagionale |
| 4    | 2        | Polonia         | Piotr Klimczak, Marcin Sobiech, Marcin Marciniszyn, Kamil Budziejewski | 3'09"86 | Miglior prestazione personale stagionale |
| 5    | 2        | Francia         | Richard Maunier, Yannick Fonsat, Hugo Grillas, Nicolas Fillon          | 3'11"40 | Miglior prestazione personale stagionale |
| 6    | 1        | Irlanda         | Nick Hogan, Brian Gregan, Brian Murphy, Billy Ryan                     | 3'13"00 | Miglior prestazione personale stagionale |
| -    | 2        | Botswana        | Pako Seribe, Isaac Makwala, Thapelo Ketlogetswe, Sakaria Kamberuka     | DQ      |                                          |

### Finale
| Pos.    | Nome            | Nazione                                                              | Tempo   | Note                                     |
| ------- | --------------- | -------------------------------------------------------------------- | ------- | ---------------------------------------- |
| Oro     | Stati Uniti     | Jamaal Torrance, Greg Nixon, Tavaris Tate, Bershawn Jackson          | 3'03"40 | Miglior prestazione mondiale stagionale  |
| Argento | Belgio          | Cedric van Branteghem, Kévin Borlée, Antoine Gillet, Jonathan Borlée | 3'06"94 | Record nazionale                         |
| Bronzo  | Regno Unito     | Conrad Williams, Nigel Levine, Chris Clarke, Richard Buck            | 3'07"52 | Miglior prestazione personale stagionale |
| -       | Rep. Dominicana | Arismendy Peguero, Alvin Harrison, Félix Sánchez, Yoel Tapia         | DQ      |                                          |
| -       | Bahamas         | Michael Mathieu, Andretti Bain, La'Sean Pickstock, Chris Brown       | DNF     |                                          |
| -       | Giamaica        | Edino Steele, Sanjay Ayre, Lancford Davis, Ricardo Chambers          | DNF     |                                          |